# Bryngelsdalen
Bryngelsdalen är ett naturreservat i Årjängs kommun i Värmlands län.
Området är naturskyddat sedan 1995 och är 166 hektar stort. Reservatet omfattar en bäck som rinner till en långsmal vik av Lisslevattnet. I omgivningen finns sedan höjder, branter och mindre våtmarker. Reservatet består av barrskog. 